# Żanna Friske
Żanna Friske (ros.: Жанна Фриске), właśc. Żanna Władimirowna Kopyłowa (ros. Жанна Владимировна Копылова; ur. 8 lipca 1974 w Moskwie, zm. 15 czerwca 2015 w Bałaszysze) – rosyjska aktorka filmowa i piosenkarka estradowa, prezenterka telewizyjna.

## Życiorys
W latach 1996–2003 występowała w zespole Blestiaszczije. Występy z zespołem porzuciła na rzecz kariery aktorskiej. Odegrała rolę Alicji Donnikowej w filmach Straż Nocna i Straż Dzienna opartych na cyklu powieściowym Siergieja Łukjanienki. Na ścieżce dźwiękowej Straży nocnej znalazła się też wykonywana przez nią piosenka Ciemni i Jaśni (ros. Тёмные и Светлые).
W 2005 wydała solowy album studyjny, zatytułowany po prostu Żanna.
Kilka jej przebojów jest znanych w Polsce, tak jak np.: “Gde-to leto”, “La la la”, “Ja była”, “Malinki” czy “Nawsiegda”

## Choroba i śmierć
Żanna zaczęła uskarżać się na bóle głowy we wrześniu 2013, wkrótce po urodzeniu syna. Stwierdzono u niej nowotwór mózgu. Poddała się leczeniu w USA i Niemczech.
Jesienią 2013 przestała pojawiać się na estradzie i przesyłać fotografie na Instagram. Pierwsze informacje o chorobie pojawiły się w mediach 15 stycznia 2014, a 20 stycznia jej ojciec oświadczył publicznie, że piosenkarka cierpi na niepoddającego się leczeniu operacyjnemu glejaka wielopostaciowego.
Pierwszy program rosyjskiej telewizji przeprowadził zbiórkę pieniędzy na leczenie Żanny; na dzień 24 stycznia 2014 zebrano 66 447 800 rubli (ok. 5 910 500 złotych), dodatkowo za pośrednictwem Rusfonda zebrano 1 307 615 rubli. Część niewykorzystanych środków została przekazana dla dzieci chorych na raka. W styczniu o pomocy Żannie w telewizyjnym wystąpieniu poprosiła Sharon Osbourne.
Od lata 2014 przechodziła rekonwalescencję na Łotwie, następnie poddała się leczeniu w Chinach. W październiku 2014 wróciła do Moskwy. Potem leczyła się jeszcze w USA i Rosji. Pomimo starań specjalistów, jej stan stale się pogarszał. Ostatnie trzy miesiące życia Żanna znajdowała się w stanie śpiączki. Zmarła 15 czerwca 2015 ok. godziny 22:30 w swojej daczy w miejscowości Bałaszycha. Została pochowana na Cmentarzu Nikoło-Archangielskim pod Moskwą.

## Filmografia
- Straż Nocna (Ночной дозор) – 2004 jako Alicja Donnikowa
- Straż Dzienna (Дневной дозор) – 2006 jako Alicja Donnikowa
- O czym mówią mężczyźni (О чем говорят мужчины) – 2010 gra samą siebie
- Kto ja? (Кто я?) – 2010 jako Anna

## Dyskografia
- «Жанна» – solowy album z 2005